# Silchar
Silchar è una suddivisione dell'India, classificata come municipal board, di 142.393 abitanti, capoluogo del distretto di Cachar, nello stato federato dell'Assam. In base al numero di abitanti la città rientra nella classe I (da 100.000 persone in su).

## Geografia fisica
La città è situata a 24° 49' 0 N e 92° 47' 60 E e ha un'altitudine di 21 m s.l.m.

## Società

### Evoluzione demografica
Al censimento del 2001 la popolazione di Silchar assommava a 142.393 persone, delle quali 72.727 maschi e 69.666 femmine. I bambini di età inferiore o uguale ai sei anni assommavano a 13.853, dei quali 7.002 maschi e 6.851 femmine. Infine, coloro che erano in grado di saper almeno leggere e scrivere erano 113.200, dei quali 60.263 maschi e 52.937 femmine.